# Gilbert (archevêque de Rouen)
Pour les articles homonymes, voir Gilbert.
Gilbert ou Willibert est un archevêque de Rouen du début du IXe siècle.

## Biographie
En 794, Gilbert ou Willibert est au service de Charlemagne, qui l'envoie en Aquitaine pour y restaurer le fisc.
Il est nommé en 825/828 archevêque de Rouen par Louis le Pieux, succédant à Mainard.
Il exerce pour lui les fonctions de missus dominicus,, dans sa province ecclésiastique en 825.